# Arteviva

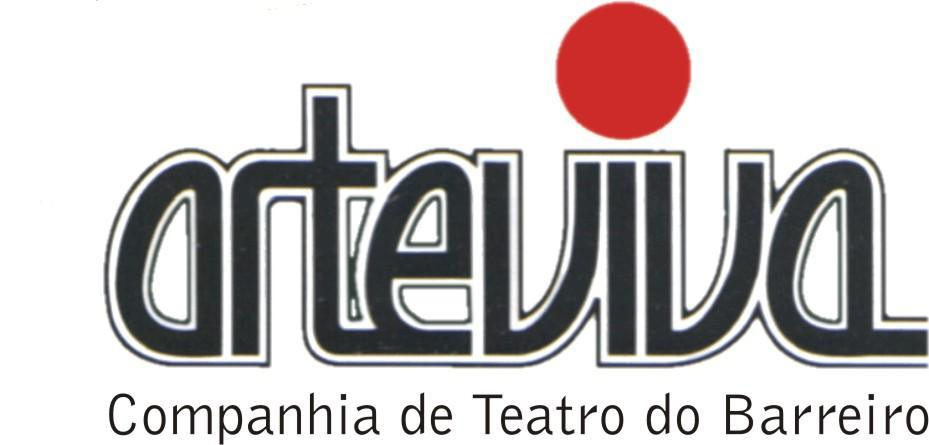
Logotipo da companhia

Arte Viva - Companhia de Teatro do Barreiro, fundada em 1980 e é desde 1997 residente no Teatro Municipal do Barreiro, Rua Vasco da Gama, CC.Pirâmides, Barreiro, Portugal.
O objetivo principal desta companhia é o teatro mas, para além da produção de espetáculos, dinamiza um projeto de formação teatral - Escola de Teatro do Arte Viva, e gere o espaço do Teatro Municipal do Barreiro.

## História e fundação
Fundada em 9 de Maio de 1980, a Arte Viva iniciou a sua atividade no Externato D. Manuel de Mello no Barreiro, onde durante 17 anos manteve regular produção de espetáculos.
"Foi numa conversa, na noite que uniu 1979 a 1980, que dois dos fundadores do grupo deram forma à ideia do Arteviva. Este em boa hora nasceu, pouco tempo depois, no dia 9 de Maio de 1980. O referido Jorge Cardoso, João Henrique Oliveira e Horácio Serafim foram os fundadores. A primeira representação, logo nesse ano, foi com a peça A fuga, de Hélder Lobo. Desde esse tempo a Companhia tem confirmado a tradição teatral do Barreiro..."(Arteviva: um dos orgulhos do Barreiro por Manuela Fonseca)
Em 1997, a Câmara Municipal do Barreiro (CMB) adquiriu o que é hoje o Teatro Municipal, para ali instalar a Arte Viva, a qual adquiriu o estatuto de companhia residente.
No seu novo espaço a Companhia aumentou o ritmo de produção e pôr em marcha um projeto de formação teatral, conhecido por Escola de Teatro do Arte Viva. Mais tarde, o projeto de formação  viria a ser alargado às atividades de complemento curricular do ensino básico.
Cotejando as fichas técnicas dos espetáculos ao longo dos anos, verifica-se que entre atores, técnicos e colaboradores, mais de duzentas pessoas deram o seu contributo para fazer da Arte Viva aquilo que ela é: a Companhia de Teatro do Barreiro.
E tudo só é possível com o apoio regular do público barreirense e da CMB – que, reconhecendo o trabalho cultural desenvolvido ao longo dos anos, atribuiu à Arte Viva, em 2005, a Medalha de Ouro de Mérito Municipal, e em 2010 o galardão "Barreiro Reconhecido" na categoria de Cultura, Artes e Letras.
Atualmente, além dos vários membros fundadores ainda ativos, as equipas multigeracionais mantêm a arte viva e em constante desafio de produção e de novos projetos.
A circulaçao dos jovens que se iniciaram na Escola de Teatro, outros que herdaram o gosto dos pais e tios, e alguns que acabam por se profissionalizar em áreas culturais, permite a constante renovação das ideias que contribuem para a melhoria da qualidade do trabalho da Companhia de Teatro do Barreiro.
Em 2010, ano da comemoração dos 30 anos da Companhia, no Auditório Municipal Augusto Cabrita, foi apresentada uma exposição sobre a atividade do grupo e editado o livro "ArteViva - 30 anos de memórias... e outras estórias", de Paula Magalhães, onde são recolhidos registos de todos os espetáculos da companhia até esse ano.
"No Barreiro, a ArteViva viu crescer, ao longo de 30 anos, uma cidade à sua volta. A história da companhia está contada num livro comemorativo que mostra a "sociedade criativa e mais participativa" que quis ajudar a criar". Por Tiago Bartolomeu Costa, Ípsilon-Jornal Público (clique para ler artigo completo).
E o desafio continua...!

## Histórico de peças
No Externato Manuel de Melo
- 1980  A Fuga, de Hélder Lobo
- 1982  Céu da Minha Rua, de Romeu Correia
- 1983  Amanhã, de Manuel Laranjeira
- 1985  O Avejão e O Doido e a Morte, de Raul Brandão
- 1986  Três em Lua de Mel, de Henrique Santana e Ribeirinho
- 1987  O Desconcerto, de Jaime Salazar Sampaio
- 1988  Farsa de Inês Pereira, de Gil Vicente
- 1990  Embora os Teus Olhos Sejam ( O Meu Caso, de José Régio e À Porta Fechada, de Jean-Paul Sartre )
- 1992  Guerras de Alecrim e Manjerona, de António José da Silva
- 1993  Alta Barca P´ró Inferno, de Gil Vicente, encenação de Paulo Calçada
- 1994  Antígona, de Jean Anouilh, encenação de Jorge Cardoso
- 1996  Um Homem de Sorte, de Vicente Sanches, encenação de Jorge Cardoso
- 1997  Índia, de Gil Vicente ( Pranto de Maria Parda e Auto da Índia ), encenação de Jorge Cardoso

No Teatro Municipal do Barreiro
- 1997  
  - O Quiosque, de Fernando Gomes, encenação de Jorge Cardoso
- 1998 
  - A Bruxinha Que Era Boa, de Maria Clara Machado, encenação de Célia Figueira
  - Cécile ou a Escola de Pais, de Jean Anouilh, encenação de Jorge Cardoso e  António Cordeiro
  - Enquanto Espero Por Ti Meu Amor, colectivo com Paulo Calçada
- 1999 
  - Pluft, O Fantasminha, de Maria Clara Machado, encenação de Célia Figueira
  - Os Novos Confessionários, de Isabel Medina, encenação de Jorge Cardoso
  - Salazar - Deus, Pátria, Maria, de Maria do Céu Ricardo, encenação de Jorge Cardoso
  - Luca e Gila, de Manuel Gonçalves, encenação de Jorge Cardoso
- 2000  
  - Dámabrigo, de Barrie Keefe, encenação de Jorge Cardoso e Paulo Calçada
- 2001 
  - O Despertar da Primavera, inspirado na obra de Frank Wedekind, encenação de Marco Mascarenhas e Onivaldo Dutra
  - O Menino de Belém, de Manuel Martinez Mediero, encenação de Rui Quintas
- 2002 
  - Os Anjinhos, de  Rui Zink, encenação de Marco Mascarenhas e Onivaldo dutra
  - Jinguba, de Joaquim Pedro Ferreira, encenação de Joaquim Pedro Ferreira
  - Pintores e Ladrões ( Os Pintores Não Têm Recordações e Nem Todos os Ladrões Vêm Por Mal), de Dario Fo, encenação de Jorge Cardoso
- 2003 
  - O Aumento, de Georges Perec, encenação de Rui Quintas
  - A Outra Costela de Adão, de Joaquim Pedro Ferreira, encenação de Joaquim Pedro Ferreira
  - O Rato Voador, de Joaquim Pedro Ferreira, encenação de Joaquim Pedro Ferreira
  - A Casa de Bernarda Alba, de Frederico Garcia Lorca, encenação de Marco Mascarenhas e Onivaldo Dutra
- 2004 
  - A Paixão Segundo o Árbitro, a partir da obra de Manuel Martinez Mediero, encenação de Jorge Cardoso e Rui Quintas
  - O Meu Pezinho de Cereja, de Célia Figueira, encenação de Célia Figueira
- 2005 
  - Medalha de Ouro de Mérito Municipal
  - Fidelidades, de Maria do Céu Ricardo, encenação de Marco Mascarenhas e Onivaldo Dutra
  - Rua Do Inferno, de António Onetti, encenação de Rui Quintas
- 2006 
  - O Rapto dos Malmequeres, de Célia Figueira, encenação de Célia Figueira
  - Pés Martirizados Fazem Rugas, de Luísa Costa Gomes
  - Noites de Lua Cheia, de Fernando Gomes
- 2007 
  - Kvetch, de Steven Berkoff, encenação de Rui Quintas
  - Não Digas Nada, de Tiago Torres da Silva, encenação de Jorge Cardoso
  - A nossa necessidade de consolo é impossível de satisfazer, de Stig Dagerman, encenação de Jorge Cardoso
- 2008 
  - A Adivinha, de Ilse Losa [2], encenação de Raquel Ferreira e Rui Quintas[3]
  - Antes que a Noite Venha, de Eduarda Dionísio, encenação de Rui Quintas[4]
  - Grande Revista do Sec. XX, de Fernando Arrabal, encenação de Rui Quintas[5]
  - Fim de Linha, de Letizia Russo, encenação de Carina Silva[6]

- 2009
  - Depois da Tempestade, de Sergei Belbel, encenação de Rui Quintas
  - O coro dos maus alunos, de Tiago Rodrigues, encenação de Carina silva
  - As letrinhas, de Célia Figueira, encenação de Célia Figueira
  - A Lição do Mestre, dois testos de Eugène Ionesco, encenação de Mário Rui Filipe
- 2010
  - Galardão Barreiro Reconhecido "Cultura, Artes e Letras"
  - Caldo Verde, de Rui Ramos, encenação de Dário Valente
  - Os Monstros lá de casa", inspirado nos livros "Guia Familiar para os monstros lá de casa I" e II editados pela Dinalivro, encenação de Paula Magalhães
  - Vicente/Inferno 2, de Gil Vicente, encenação de Jorge Cardoso e Carina Silva
  - Macbeth, de Shakespeare, adaptado para teatro de rua em andas, encenação de Carina Silva
  - Edição do Livro "ArteViva - 30 anos de memórias" de Paula Magalhães
- 2011 
  - O regresso dos monstros lá de casa, inspirado nos livros "Guia Familiar para os monstros lá de casa I" e II editados pela Dinalivro, encenação de Paula Magalhães
  - A mulher que parou, de Tiago Rodrigues, encenação de Carina Silva
  - Apanhados no Divã, adaptado de Joe Orton ('What the buttler saw')[7], encenação de Jorge Cardoso e Ana Samora
- 2012
  - Alguns Dedos e Outros Tantos Segredos, adaptadas do livro "Dez Dedos Dez Segredos” de Maria Alberta Menéres
  - As fantásticas aventuras de Alice… …do outro lado do mundo, de Paula Magalhães, encenação de Paula Magalhães
  - As Regras da Arte de Bem Viver na Sociedade Moderna, de Jean-Luc Lagarce
  - Viemos todos de outro lado, de Luis Mourão
- 2013
  - O Homem da Picareta, de Miguel Castro Caldas, encenação de Carina Silva
  - Biedermann e os Incendiários, de Max Frisch
  - Era uma vez...El-Rei Tadinho, de Alice Vieira adaptado por Paula Magalhães
  - A Cidade (projeto de dança-teatro), de Carina Silva
- 2014
  - Viva o Casamento, de Fernando Gomes
  - Baú de Estórias, de Luísa Ducla Soares
  - As Criadas, de Jean Genet
- 2015
  - Rosa Enjeitada, de Fernando Gomes
  - A Odisseia de Ulisses...Manuel, adaptado de Maria Alberta Menéres
  - Exposição 35 anos - Memórias e outras histórias
- 2016
  - Hotel da Bela Vista, de Ödön von Horváth
  - 30 por 1 Linha, adaptado de António Torrado

## Escola de teatro
A escola de teatro da Arteviva iniciou como um projeto de formação iniciado em 2001 por Célia Figueira, continuado por Paulo Calçada, e sendo atualmente coordenado por Carina Silva.
"A escola, que decorre numa sala integrada no próprio teatro, tem hoje 150 alunos divididos em nove turmas, entre adultos, jovens e infantis"
A Escola de Teatro da Arteviva participou no festival PA.NOS - palcos novos palavras novas - um projecto da Culturgest - em 2008, tendo sido selecionado para apresentar o espetáculo "Fim de Linha", encenado por Carina Silva, no Teatro Viriato em Viseu.
No ano seguinte, com a encenação de "Coro dos Maus Alunos", a Escola da ArteViva foi ser selecionada para o festival de encerramento do PA.NOS na Culturgest, em Lisboa.

Outros projetos foram conseguidos através do contacto entre a Escola de Teatro Arteviva e a Câmara Municipal do Barreiro para o "Dia da Cidade do Barreiro" e para a "X Feira Pedagógica do Barreiro" e com o Fórum Barreiro para a iniciativa "Vai ser um espetáculo"

## Homenagens e retrospectivas
Em 2005, no âmbito das comemorações do dia da cidade e durante a Sessão Solene “Barreiro Reconhecido 2005”, a Câmara Municipal do Barreiro atribuiu a "Medalha de Ouro de Mérito Municipal" à companhia de teatro Arteviva, pelo destaque das suas atividades na área da cultura
Em 2010, a ArteViva foi novamente reconhecida publicamente pela CMB pelo papel ativo no desenvolvido da cultura na cidade,  e distinguida pelo galardão "Barreiro Reconhecido" para a Cultura, Artes e Letras.
Em 2010, pela comemoração dos 30 anos da companhia, no Auditório Municipal Augusto Cabrita, foi apresentada uma exposição sobre a atividade do grupo: Arteviva, 30 Anos de Teatro
No mesmo ano foi lançado o livro "ArteViva - 30 anos de memórias... e outras estórias", de Paula Magalhães, onde é recolhido registos de todos os espetáculos da companhia até esse ano.
"No Barreiro, o Arte Viva viu crescer, ao longo de 30 anos, uma cidade à sua volta. A história da companhia está contada num livro comemorativo que mostra a "sociedade criativa e mais participativa" que quis ajudar a criar. Por Tiago Bartolomeu Costa"